# Барвих, Хайнц
Хайнц Барвих (нем. Heinz Barwich; 22 июля 1911, Берлин — 10 апреля 1966, Кёльн, Северный Рейн-Вестфалия) — немецкий физик.

## Биография

### Учёба и начало научной карьеры
Хайнц Барвих родился 22 июля 1911 года в Берлине.
В 1929 году начал учёбу на электротехническом факультете Высшей технической школы в берлинском районе Шарлоттенбург, посещал при этом лекции пионеров современной физики Макса Планка, Альберта Эйнштейна и Вернера Гейзенберга, под влиянием этих лекций перешёл на факультет математики и естественных наук. В 1933 году защитил диплом под руководством нобелевского лауреата Густава Герца. В 1936 году также под руководством Герца защитил докторскую диссертацию по теме «Разделение изотопов диффузионным методом».

### Работа в СССР
В 1945 году после окончания Второй мировой войны перешел с группой Густава Герца в СССР и добровольно начал работать по атомной программе. Впоследствии он вспоминал: «10 июня 1945 года я для себя решил ехать в Советский Союз. Мне было 33 года, на руках было трое детей, жена была беременна четвёрым, я был безработным. Это решение было для меня нетрудным».
На 10 лет лаборатория на базе санатория Агудзеры, или НКВД объект «Г» под Сухуми, возглавляемая профессором Густавом Герцем, стала его новым местом работы. Доктор Барвих совместно с профессором Ю. А. Крутковым проводили теоретические и экспериментальные исследования по динамике и устойчивости каскадов газодиффузионного разделения изотопов урана, эти два человека конкурировали (под присмотром Техсовета) с многочисленной группой учёных профессора Исаака Кикоина (распространённая тогда практика). Результаты Барвиха и Круткова были успешно использованы на промышленной установке в Новоуральске (прозванном им «Kефирштатом»), где ему пришлось провести три месяца осенью 1947 года. Хайнц Барвих — лауреат Сталинской премии (1951) совместно с Густавом Герцем и Юрием Крутковым.

### Возвращение в Германию
В апреле 1955 года Барвих вернулся в ГДР. В 1956 году он был назначен директором Центрального института ядерных исследований в Россендорфе под Дрезденом и получил место профессора в Дрезденском техническом университете. В 1959 году его заместителем по институту стал бывший советский агент, вышедший из английского заключения, участник «Манхэттеновского проекта» Клаус Фукс.
С 1960 по 1964 год Барвих работал в СССР в качестве заместителя директора в Объединённом институте ядерных исследований в Дубне.
Барвих не состоял в политических партиях. Был членом Национального совета Национального фронта ГДР, заместителем председателя Совета мира ГДР, сооснователем Научно-исследовательского совета ГДР.
В сентябре 1964 года во время Женевской конференции по мирному использованию атомной энергии «сбежал» по политическим мотивам, не принимая режим ГДР, из Швейцарии перебрался в Западную Германию, затем попросил политического убежища в США. Вернулся в Западную Германию весной 1966 года. В 1967 году в издательстве «Шерц» в Германии под названием «Красный атом» вышла книга воспоминаний Хайнца Барвиха.

## Личная жизнь
Был дважды женат. К 1948 году, когда он и его первая жена были в Советском Союзе, они жили отдельно. Они развелись в 1955 году, после того, как он приехал в Восточную Германию. У него было четверо детей от первой жены: сын и три дочери. В 1960 году он женился на Эльфи Генрих, которая была значительно моложе его и работала переводчиком русского языка в институте в Россендорфе.

## Труды
- Heinz Barwich, Brunolf Baade, Die Zukunft gehört dem Sozialismus, Nationale Front d. Demokrat. Deutschland, Nationalrat, Büro d. Präsidiums, 1957.
- Heinz Barwich, Josef Schintlmeister, Fritz Thümmler, Das Zentralinstitut für Kernphysik am Beginn seiner Arbeit, Akademie-Verlag, 1958.
- Heinz Barwich, Gustav Hertz, Lehrbuch der Kernphysik. Bd. 3. Angewandte Kernphysik, Teubner in Verwaltung, 1963.
- Das Rote Atom. Als deutscher Wissenschaftler im Geheimkreis der russischen Kernphysik («Красный атом», вместе с Элфи Барвиха), München/Bern, Scherz Verlag, 1967.
- Die Trennung von Gasgemischen durch Diffusion in strömenden Quecksilberdampf. издательствo Springer, Berlin 1936 (Диссертация, Берлинский технический университет)